# Roman iz Cezareje
Sveti Roman iz Cezareje (Roman iz Antiohije; ? - oko 303.), kršćanski mučenik koji je pogubljen 303. za vrijeme Dioklecijanovih progona. 

## Životopis
Bio je đakon rodom iz Palestine. Kao mlad se krstio i primio kršćanstvo. Jednom dok je propovijedao Evanđelje u Antiohiji zamjerio se Antiohijskom načelniku Asklipijadu zbog svoje propovijedi. Zbog toga je Roman stavljen na teške muke. Pošto se nije odrekao svoje vjere Roman je odveden u ropstvo. S obzirom na to da je car Galerije bio u gradu, došao ga je osobno ispitati. Na carev zahtjev mu je prvo iščupan jezik iz grla, a potom je zadavljen. Prudencije navodi da je mučenikom postao zajedno s djetetom-svecem po imenu Barula. Svetim ga slave Katolička i Pravoslavna Crkva, na 18. studenog.